# فیر ویوو-فرندیل (پنسیلونیا)
فیر ویوو-فرندیل (به انگلیسی: Fairview-Ferndale) یک منطقهٔ مسکونی در ایالات متحده آمریکا است که در شهرستان نورث‌آمبرلند، پنسیلوانیا واقع شده‌است. فیر ویوو-فرندیل ۲٫۴ کیلومتر مربع مساحت و ۲٬۴۱۱ نفر جمعیت دارد.